# Topadesa khasica
Topadesa khasica är en fjärilsart som beskrevs av Embrik Strand 1917. Topadesa khasica ingår i släktet Topadesa och familjen trågspinnare. Inga underarter finns listade i Catalogue of Life.